# Penny Arcade

Le logo de Penny Arcade

Penny Arcade est une bande dessinée en ligne américaine créée en 1998 par Jerry Holkins et Mike Krahulik. Elle porte sur les jeux vidéo et la culture multimédia. Cette bande dessinée est mise à jour trois fois par semaine. Penny Arcade est parmi les bandes dessinées en ligne les plus populaires et Holkins et Krahulik gagnent leur vie avec cette création.
En plus de la bande dessinée Penny Arcade, Holkins et Krahulik ont créé l'association caritative pour les enfants Child's Play, et le salon Penny Arcade Expo (PAX) sur les jeux vidéo. Se tenant tout d'abord à Seattle depuis 2006, PAX a maintenant deux éditions par année avec une exposition tenue à Boston depuis 2010.